# Joseph Donon
Pour les articles homonymes, voir Donon (homonymie).
Joseph Donon (né le 21 novembre 1888 à Aunay-en-Bazois (Nièvre) et mort le 19 mars 1982 à Newport dans le Rhode Island) est un cuisinier français.
Disciple d'Escoffier, engagé en 1907 au Carlton de Londres, chef de cuisine de 1912 à 1914 du magnat de l'acier Henry Clay Frick, puis après la guerre (qu'il fit en France en tant que soldat français), de la famille Vanderbilt, il devint le promoteur aux États-Unis de la cuisine française. 
Il est aussi le fondateur du « Musée de l'Art culinaire », installé dans la maison natale d'Escoffier à Villeneuve-Loubet (Alpes-Maritimes).